# Heidegold
Die Heidegold-Gruppe ist eine deutsche Unternehmensgruppe der Lebensmittelindustrie und ist laut Foodwatch 2015 die Nummer zwei auf dem deutschen Eiermarkt. Dem Konzern sind nach Insiderinformationen mehrere Millionen Legehennen zuzurechnen. Der Hauptsitz der Gruppe ist im niedersächsischen Fintel.
Das Unternehmen wurde 1949 von Friedrich Behrens und Friedrich Schröder gegründet. Führungsgesellschaft der Gruppe ist nach einer durch das Ausscheiden des Gesellschafters Behrens bedingten Umstrukturierung heute die Heidegold Holding GmbH & Co. KG. Die Firma Hühnerhof Heidegold GmbH ist die Vertriebsgesellschaft der Heidegold-Gruppe, die bereits vor dem europaweiten Verbot der Käfighaltung einer der Vorreiter der alternativen Haltungsformen war. Über sie werden neben den Frischeiern auch die Flüssigeiprodukte vermarktet.
Eine Befragung der Greenpeace im Sommer 2014 ergab, dass die Legehennen der Heidegold-Gruppe zu 100 % mit Tierfutter ohne Gentechnik gefüttert werden. Dies wird durch eigene Analysen und externe Zertifizierungsstellen sichergestellt.
Den zukünftigen Herausforderungen bezüglich der Haltung von Legehennen begegnet die Gruppe laut ihrem Jahresabschluss 2014 bereits heute, indem Versuchsställe in Betrieb genommen wurden. Hier wird das Halten von Tieren mit unbehandeltem Schnabel oder anderen Rassen, sogenannten Zweinutzungshühnern, getestet.
Packstellen befinden sich in Halberstadt, Kritzkow (Ortsteil von Laage bei Rostock), Ahrensdorf bei Berlin und Hottelstedt in Thüringen.